# Ретик (Кролевецкий район)
Ретик (укр. Ретик) — село,
Быстрикский сельский совет,
Кролевецкий район,
Сумская область,
Украина.
Код КОАТУУ — 5922681707. Население по переписи 2001 года составляло 38 человек .

## Географическое положение
Село Ретик находится на левом берегу реки Ретик, которая через 1 км впадает в реку Реть,
выше по течению на расстоянии в 4 км расположено село Дубовичи.
Село окружено большим лесным массивом урочище Болтуновщина (дуб).
Рядом проходит автомобильная дорога М-02 (E 101).

## История
- 1842 год — в хуторе Ретик была основана Джаксоном и Симером Пречистенская писчебумажная фабрика.